# Balders hus
Balders hus (finska: Balderin talo) är en byggnad i Helsingfors, belägen i hörnet av Alexandersgatan och Helenegatan i stadsdelen Kronohagen.
Byggnaden stod färdig 1814 och byggdes av handelsrådgivaren Adolf Fredrik Gebauer. Byggnaden, ritad av Pehr Granstedt, representerar den franska barockstilen. Byggnadens tredje och översta våning, Balders sal, byggdes 1931. Salen ägs av Balder, en nykterhetsförening, och hyrs ut för fester och möten.

## Bilder

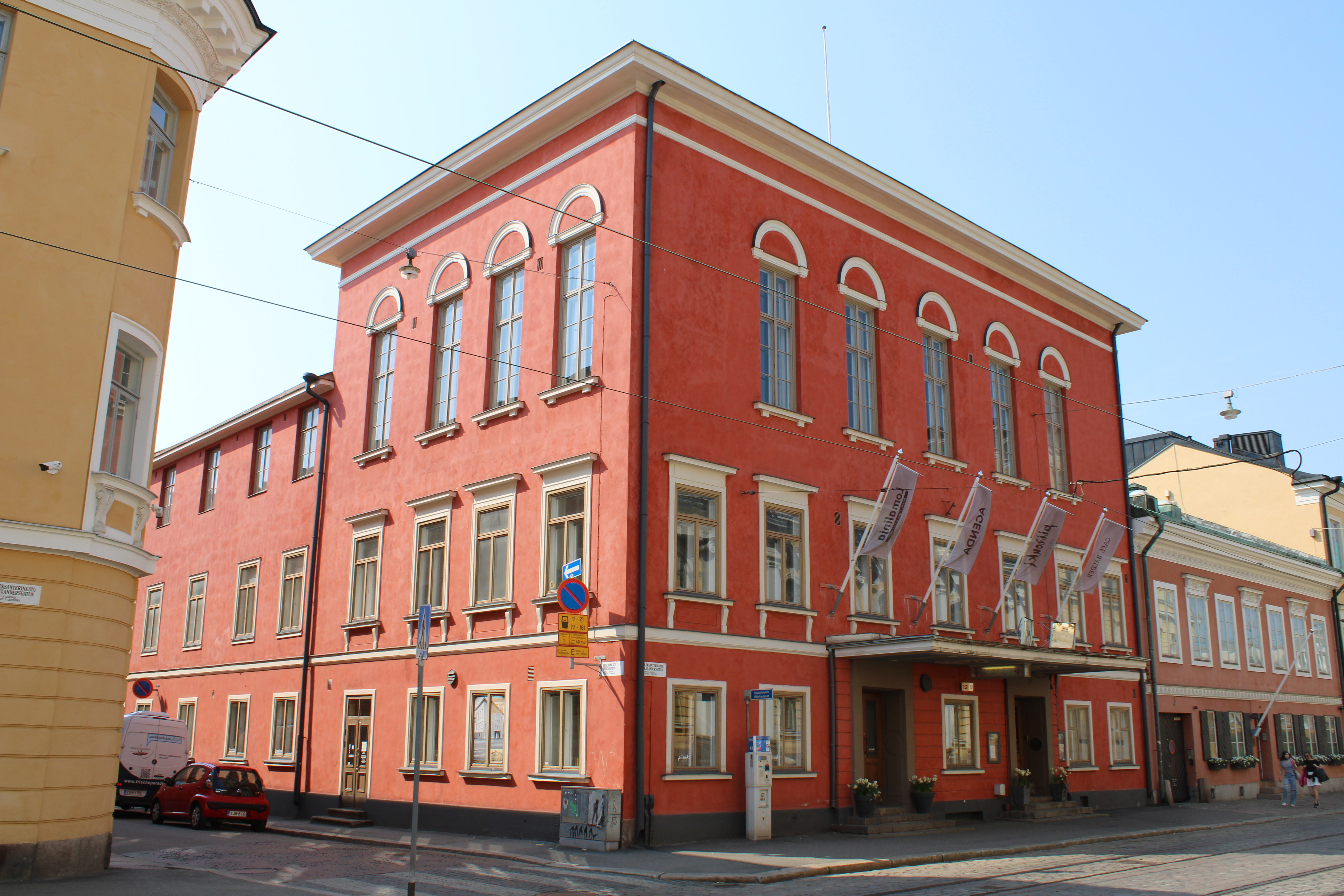
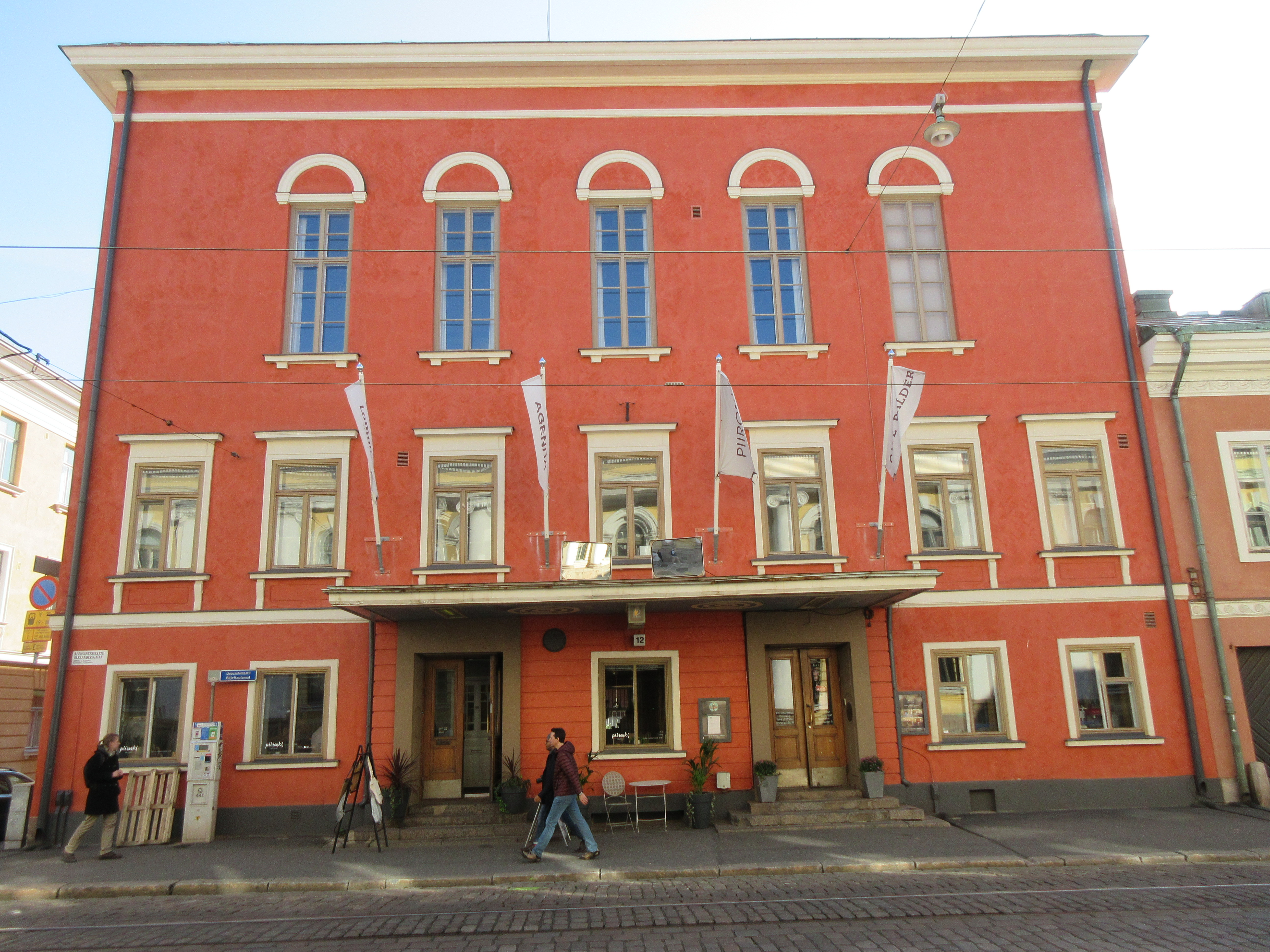
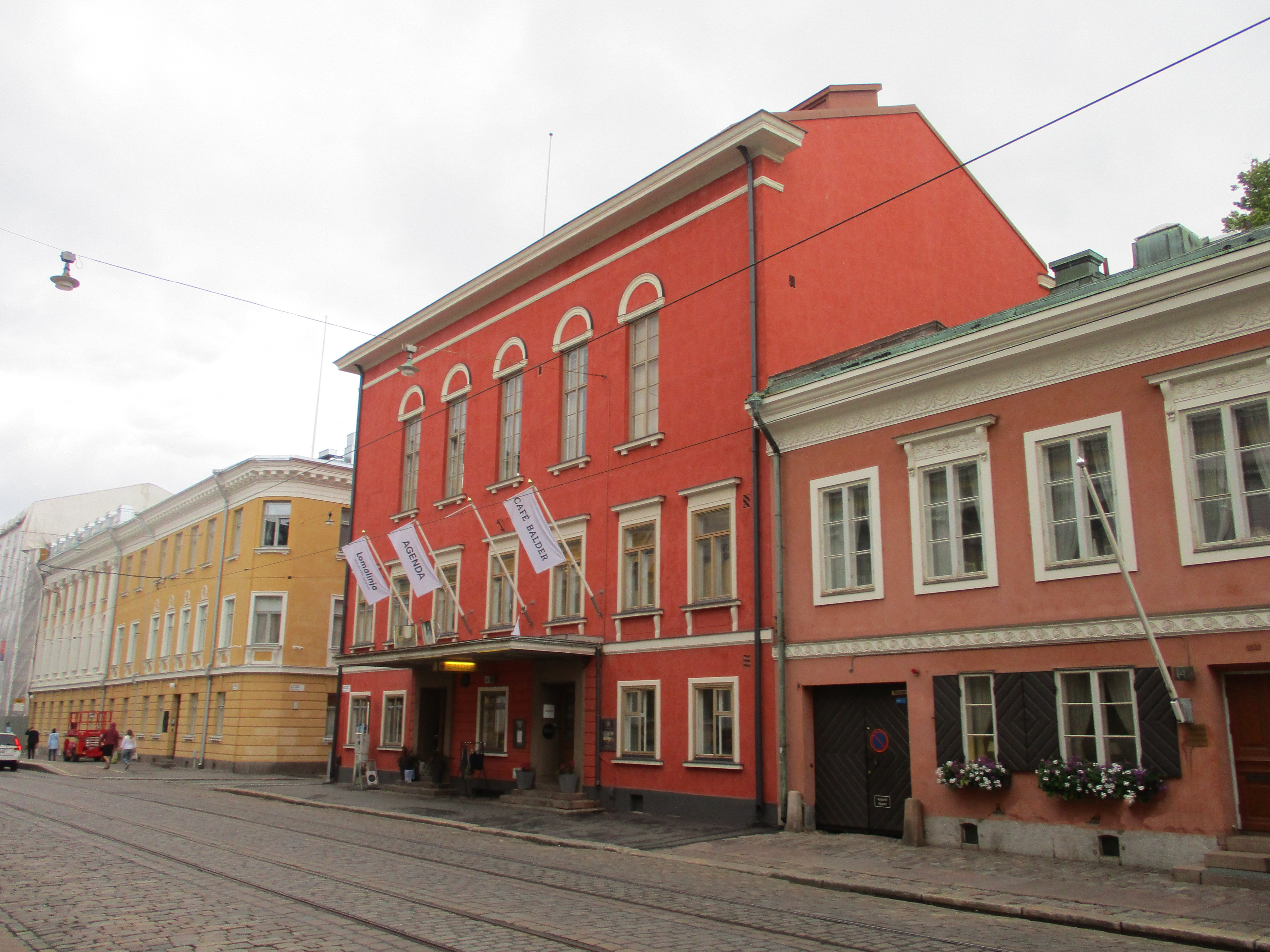
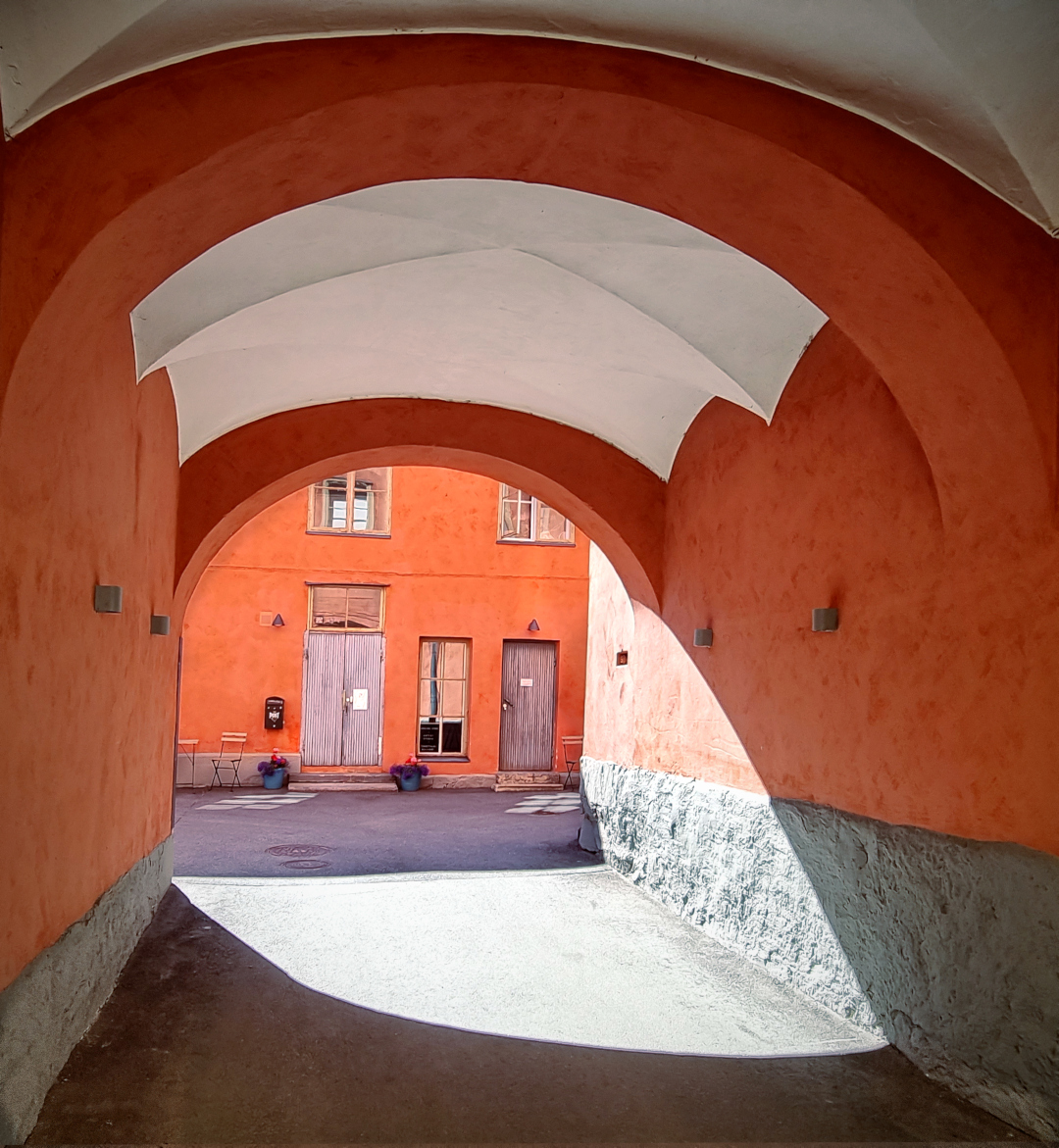